# Kiara Kabukuru
Kiara Kabukuru (Kampala, 31 de julio de 1975) es una modelo nacida en Uganda y nacionalizada estadounidense. Kabukuru es reconocida por sus campañas publicitarias con la marca de cosméticos CoverGirl.

## Carrera
Kabukuru ha estado representada por varias de las principales agencias de modelos del mundo, incluyendo Women Management, Trump Model Management y Why Not Model Agency. Desde febrero de 2011, está representada por modelos Silent en Nueva York y París. Kabukuru ha modelado para las marcas Dior, Versace, Calvin Klein, Chanel y Balmain. Su trabajo editorial más notable incluye portadas para Vogue (España y Estados Unidos) y Amica Italia. En el año 2000 resultó gravemente herida después de ser atropellada por un camión mientras iba en su bicicleta en la ciudad de Nueva York. Después de años de cirugía reconstructiva, regresó al modelaje apareciendo en la edición de 2008 de Vogue Italia. Ha posado para campañas publicitarias de Dolce & Gabbana, Moschino, L'Oréal, Yves Saint Laurent, Gucci y CoverGirl. 

## Vida personal
Ella es amiga de Gisele Bundchen y madrina del hijo de Bundchen, Benjamin.